# Pagig
Pagig (toponimo tedesco; in romancio Pagiai , in italiano Pagico, desueti) è una frazione di 63 abitanti del comune svizzero di Arosa, nella regione Plessur (Canton Grigioni).

## Storia
Già comune autonomo che si estendeva per 5,25 km², il 1º gennaio 2008 è stato accorpato all'altro comune soppresso di Sankt Peter per formare il nuovo comune di Sankt Peter-Pagig, il quale a sua volta il 1º gennaio 2013 è stato accorpato al comune di Arosa assieme agli altri comuni soppressi di Calfreisen, Castiel, Langwies, Lüen, Molinis e Peist.

## Società

### Evoluzione demografica
L'evoluzione demografica è riportata nella seguente tabella:
Abitanti censiti

### Lingue e dialetti
Già paese di lingua romancia, è stato germanizzato a partire dal XVI secolo.